# Piergozy (powiat elbląski)
Piergozy (niem. Pergusen) – wieś w Polsce położona w województwie warmińsko-mazurskim, w powiecie elbląskim, w gminie Pasłęk.
Po wojnie siedziba gromady Perguzy w gminie Zielonka Pasłęcka.
W latach 1975–1998 miejscowość administracyjnie należała do województwa elbląskiego.
W miejscowości brak zabudowy.